# کارل فردیناند براون
کارل فردیناند براون (به آلمانی: Karl Ferdinand Braun) (زاده ۶ ژوئن ۱۸۵۰ – درگذشته ۲۰ آوریل ۱۹۱۸) مخترع، فیزیکدان و برنده جایزه نوبل فیزیک می‌باشد.

## زندگی
کارل فردیناند براون در ۶ ژوئنِ ۱۸۵۰ در فولدا، آلمان به دنیا آمد. وی از دانشگاهِ ماربورگ فارغ‌التحصیل شده و مدرک دکترای خود را از دانشگاهِ برلین اخذ نمود. وی در سال ۱۸۷۴ توانست یک اتصال نقطه‌ای تصحیح جریان متناوب نیم رسانا را کشف کند. او سپس به عنوان رئیس و پروفسور بخش فیزیک دانشگاه استراسبورگ منصوب شد.
در سال ۱۸۹۷ او موفق شد اولین لامپ اشعه کاتدی اسیلوسکوپ را بسازد. تکنولوژی CRT (لامپ با اشعه کاتدی) امروزه در بسیاری از تلویزیون‌ها و صفحات مانیتور کاربرد دارد. همچنین لامپ تصویر تلویزیون‌ها را به عنوان لامپ براون نیز می‌شناسند.
در طی مدت تکامل رادیو، براون روی تلگراف بی‌سیم کار می‌کرد. در حدود سال ۱۸۹۸ توانست دیود یکسوکننده را بسازد. اختراع برون توسط گولیلمو مارکونی مورد استفاده قرار گرفت و مارکونی توانست اجازه و حق استفاده از اختراع برون را بگیرد.
در سال ۱۹۰۹ براون به همراه گولیلمو مارکونی جایزه نوبل را برای پیشرفت و توسعه دادن به تلگراف بی‌سیم دریافت کرد.
در طول جنگ جهانی اول براون برای کمک و دفاع از تأسیسات بی‌سیم آلمان در سایویل، نیویورک به ایالات متحده آمریکا رفت (در آن زمان ایالات متحده هنوز وارد جنگ نشده بود)
براون قبل از پایان جنگ جهانی اول در ۲۰ آوریل ۱۹۱۸ در خانه خود در بروکلین نیویورک در گذشت.